# Bulwark Studios
Bulwark Studios est un studio français de développement de jeux vidéo fondé en 2012 et basé à Angoulême.
Le studio se spécialise dans les jeux de stratégie et de gestion.

## Histoire
Bulwark Studios est fondé en 2012 par Emmanuel Monnereau et Jérémy Guéry, deux anciens développeurs web. Durant les premières années du studio, ils développent et sortent plusieurs jeux mobiles sur l'App Store, sans grand succès.
En 2014, Bulwark sort le jeu Crowntakers avec Kasedo Games, une subdivision de l'éditeur allemand Kalypso Media.
Entre 2014 et 2016, le studio effectue différentes prestations pour des jeux mobiles.
En février 2018, Bulwark annonce la sortie du jeu Warhammer 40,000: Mechanicus. Le jeu sort en novembre 2018. Une extension, Warhammer 40,000: Mechanicus - Heretek sort en Juillet 2019.
En juin 2021 durant l'E3, le studio annonce Ixion (en) au PC Gamer Show, un jeu de gestion de station spatiale dont la sortie est prévue pour 2022.
En 2021, l'éditeur de jeu Kasedo Games devient l'actionnaire majoritaire de Bulwark studios.

## Jeux développés
| Titre                           | Année de sortie | Plates-formes                                                    | Éditeur         |
| ------------------------------- | --------------- | ---------------------------------------------------------------- | --------------- |
| Ronin                           | 2012            | iOS                                                              | Bulwark Studios |
| Crowntakers                     | 2014            | Microsoft Windows, Linux, OS X                                   | Kasedo Games    |
| Warhammer 40,000: Mechanicus    | 2018            | Microsoft Windows, Playstation 4, Nintendo Switch, Xbox One, iOS | Kasedo Games    |
| Ixion (en)                      | 2022            | Microsoft Windows                                                | Kasedo Games    |
| Warhammer 40,000: Mechanicus II | à venir         | Microsoft Windows, PlayStation 5, Xbox Series                    | Kasedo Games    |